# Teoria delle quasispecie
Il modello a quasispecie è una descrizione del processo dell'evoluzione darwiniana di entità autoreplicantesi all'interno di una struttura chimico-fisica. È utile soprattutto nel fornire una comprensione qualitativa dei processi evolutivi di macromolecole autoreplicantesi come l'RNA o il DNA o semplici organismi asessuali come i batteri o i virus, ed è di aiuto nello spiegare qualcosa dei primi stadi dell'origine della vita. Predizioni quantitative basate su questo modello sono difficili perché i parametri necessari come dati iniziali sono difficili da ottenere dai sistemi biologici odierni. Il modello delle quasispecie fu elaborato da Manfred Eigen e Peter Schuster sulla base di un lavoro iniziale di Eigen.

## Descrizione generale
Il modello si basa su quattro assunti:
1. Le entità autoreplicantesi possono essere rappresentate come sequenze composte da un piccolo numero di mattoncini-- per esempio, sequenze di RNA consistenti nelle quattro basi azotate adenina, guanina, citosina e uracile.
2. Nuove sequenze entrano nel sistema solo mediante processi di copia, corretti o erronei, di altre sequenze già presenti.
3. I substrati, o materiali grezzi, necessari per la replicazione sono sempre presenti in quantità sufficiente. Le sequenze eccedenti vengono eliminate in un flusso in uscita.
4. Le sequenze verranno degradate nei materiali di partenza. La probabilità della degradazione non dipende dall'"età" della sequenza: le vecchie sequenze hanno la medesima possibilità di essere degradate delle sequenze più giovani.

Nel modello delle quasispecie, la mutazione avviene a causa di errori nel processo di copia di sequenze già esistenti. In seguito, interviene la selezione naturale perché differenti tipi di sequenza tendono a replicarsi con differenti velocità, il che conduce alla soppressione delle sequenze che si replicano più lentamente. Tuttavia, il modello delle quasispecie non predice la definitiva estinzione di tutte le specie tranne della sequenza a più rapida replicazione. Nonostante le sequenze più lente non possano sostenere la loro abbondanza da sole, sono continuamente sostituite come sequenze che si replicano più rapidamente mutate in esse. All'equilibrio, la rimozione delle sequenze a lenta replicazione dovuta al decadimento o all'outflow è bilanciata rifornendo, cosicché anche le sequenze relativamente lente possono rimanere presenti.
A causa della grande quantità di sequenze mutanti, la selezione non agisce su singole sequenze, ma su "nubi" mutanti di sequenze strettamente legate, a cui ci si riferisce come quasispecie. In altri termini, il successo evolutivo di una particolare sequenza non dipende solo dalla velocità di replicazione, ma anche dalla velocità di replicazione delle sequenze mutanti che produce, e di quelle sequenze di cui essa costituisce una mutazione. Come conseguenza, una sequenza che si replica molto rapidamente potrebbe anche estinguersi nell'equilibrio selezione-mutazione, in favore di sequenze a più lenta replicazione che sono parte di una quasispecie con maggior tasso di crescita medio. Le nubi mutanti come predetto dal modello delle quasispecie sono state osservate nei virus a RNA e in vitro nella replicazione dell'RNA. 
Il tasso di mutazione e la forma generale delle sequenze molecolari e dei loro vicini è cruciale per la formazione di una quasispecie. Se il tasso di mutazione è zero, non vi è scambio attraverso la mutazione, e ciascuna sequenza è della sua stessa specie. Se il tasso è troppo alto, superando quello che è conosciuto come soglia di errore, la quasispecie si rompe e si disperde sull'intera gamma di sequenze disponibili.

## Descrizione matematica
La teoria delle quasispecie può essere rappresentata da un semplice modello matematico: vi siano {\displaystyle S} possibili sequenze e vi siano {\displaystyle n_{i}} organismi con la sequenza i. Si consideri che ciascuno di questi organismi dà origine asessualmente a {\displaystyle A_{i}} organismi figli. Alcuni sono copie del genitore, aventi la sequenza i, ma alcuni sono mutanti e hanno un'altra sequenza. Sia il tasso di mutazione {\displaystyle q_{ij}} corrispondente alla probabilità che un genitore di tipo j produca un organismo di tipo i. Si ponga come numero atteso di organismi di tipo i prodotti da ogni genitore di tipo j il valore ottenuto dalla formula  {\displaystyle w_{ij}=A_{j}q_{ij}}. Quindi il numero totale di organismi del tipo i alla prima riproduzione, indicato come {\displaystyle n'_{i}}, è
{\displaystyle n'_{i}=\sum _{j}w_{ij}n_{j}}
dove {\displaystyle \sum _{i}q_{ij}=1}. Talvolta viene incluso un termine {\displaystyle D_{i}} che rappresenta il tasso di morte, cosicché si ottiene:
{\displaystyle w_{ij}=A_{j}q_{ij}-D_{i}\delta _{ij}}
dove {\displaystyle \delta _{ij}} è uguale a 1 quando i=j altrimenti assume il valore 0. Si noti che l'n-sima generazione può essere trovata elevando alla potenza n-sima il termine w e sostituendo il risultato a w nella formula precedente.
Si tratta semplicemente di un sistema di equazioni lineari, risolvibile mediante la diagonalizzazione della matrice w. Gli ingressi di questa diagonale saranno gli autovalori corrispondenti a certe combinazioni lineari di alcuni sottoinsiemi di sequenze che saranno gli autovettori della matrice w. Questi sottoinsiemi di sequenze sono le quasispecie. Dopo molte generazioni, solo l'autovettore con il maggiore autovalore riuscirà a prevalere, e sarà questa quasispeci che potrà alla fine dominare. Le componenti di questo autovettore danno l'abbondanza relativa di ciascuna sequenza all'equilibrio.

### Formulazioni alternative
Le formule per le quasispecie possono essere espresse come un insieme di equazioni differenziali lineari. Ponendo {\displaystyle {\dot {n}}_{i}\approx n'_{i}-n_{i}} si può scrivere:
{\displaystyle {\dot {n}}_{i}=\sum _{j}w_{ij}n_{j}-n_{i}}
Le equazioni delle quasispecie sono solitamente espresse in termini di concentrazioni {\displaystyle x_{i}} dove
{\displaystyle x_{i}\ {\stackrel {\mathrm {def} }{=}}\ {\frac {n_{i}}{\sum _{j}n_{j}}}}.
{\displaystyle x'_{i}\ {\stackrel {\mathrm {def} }{=}}\ {\frac {n'_{i}}{\sum _{j}n'_{j}}}}.
Le equazioni sopra diventano quindi, per la versione discreta:
{\displaystyle x'_{i}={\frac {\sum _{j}w_{ij}x_{j}}{\sum _{ij}w_{ij}x_{j}}}}
o, per la versione continua:
{\displaystyle {\dot {x}}_{i}=\sum _{j}w_{ij}x_{j}-x_{i}\sum _{ij}w_{ij}x_{j}.}

### Un semplice esempio
Il concetto delle quasispecie può essere illustrato mediante un sistema semplice formato da 4 sequenze. La sequenza 1 è [0,0], mentre le sequenze [0,1], [1,0] e [1,1] sono numerate 2,3 e 4 rispettivamente. Si assume che la sequenza [0,0] non muta mai e produce sempre un solo "figlio" e che le altre tre sequenze producono tutte, in media, {\displaystyle 1-k} copie di se stesse, e {\displaystyle k} e ciascuno degli altri due tipi, dove {\displaystyle 0\leq k\leq 1}. La matrice w è pertanto:
{\displaystyle \mathbf {w} ={\begin{bmatrix}1&0&0&0\\0&1-k&k&k\\0&k&1-k&k\\0&k&k&1-k\end{bmatrix}}}
La matrice diagonalizzata è
{\displaystyle \mathbf {W} ={\begin{bmatrix}1-2k&0&0&0\\0&1-2k&0&0\\0&0&1&0\\0&0&0&1+k\end{bmatrix}}}
e gli autovettori corrispondenti a questi autovalori sono:
| Autovalore | Autovettore |
| 1-2k       | [0,-1,0,1]  |
| 1-2k       | [0,-1,1,0]  |
| 1          | [1,0,0,0]   |
| 1+k        | [0,1,1,1]   |
Solamente l'autovalore {\displaystyle 1+k} è maggiore dell'unità. Per l'n-sima generazione, il corrispondente autovalore sarà {\displaystyle (1+k)^{n}} e quindi crescerà senza saltellare al trascorrere del tempo. Questo autovalore corrisponde all'autovettore [0,1,1,1], che rappresenta la quasispecie consistente delle sequenze 2, 3 e 4, che saranno presenti in egual numero dopo un lunghissimo periodo di tempo. Dal momento che tutti i numeri di popolazione devono essere positivi, la prima delle due quasispecie non è legittima. La terza consiste solamente della non mutante sequenza 1. Nonostante la sequenza 1 sia la più vincente nel senso che si riproduce più delle altre sequenze, la quasispecie formata dalle altre tre sequenze alla fine è destinata a dominare.

### Approfondimenti
- Eigen, M., J. McCaskill and P. Schuster. "The Molecular Quasi-species." Advances in Chemical Physics 75 (1989): 149-263.
- Novak, M. A. "What is a Quasi-species?" Trends in Ecology and Evolution 7 (1992): 118-121.
- Luis P. Villarreal, Günther Witzany: Rethinking quasispecies theory: From fittest type to cooperative consortia. In: World Journal of Biological Chemistry 4 (2013): 70–79.